# Forza Horizon 5
Forza Horizon 5 — відеогра жанру аркадного перегонового симулятора. Розробником виступає компанія Playground Games, а як видавець — Xbox Game Studios. Гра була анонсована у червні 2021 року на заході E3 2021. Вихід гри — 9 листопада 2021 року.

## Розробка та випуск
Гра була офіційно анонсована на спільній конференції Xbox та Bethesda 13 червня 2021 року в рамках виставки E3 2021. Вихід гри намічений на 9 листопада 2021 для платформ Windows, Xbox Series X/S і Xbox One, раніше, ніж реліз восьмої гри в підсерії Forza Motorsport, анонс якої відбувся ще у 2020. Horizon 5 поширюється у трьох виданнях — стандартному, Deluxe та Premium.
Під час вибору локації для нової гри розробники від початку хотіли зробити найбільшу Forza Horizon. При цьому розробники зрозуміли, що ігровий світ має бути не лише масштабним, а й різноманітним. Тому в якості місця дії Horizon 5 була обрана Мексика, в якій є різні природні зони, такі як пустелі та джунглі, присутні як засніжені гори та каньйони, так і вулкани, а будівлями є як древні міста, так і сучасні будівлі. Як «основне» велике місто було обрано місто Гуанахуато. Зміна пір року по-різному змінюватиме ігровий світ у різних біомах, на відміну від Forza Horizon 4, в якій ця особливість вперше була представлена і працювала універсально на всій карті.
Як і попередні ігри серії, Horizon 5 базується на двигуні ForzaTech.

## Сприйняття
Horizon 5 отримала захоплені відгуки від критиків. За даними сайту-агрегатора Metacritic середній бал версій для Xbox Series X/S та персональних комп'ютерів склав 91 бал зі 100 можливих. На іншому сайті-агрегаторі, Opencritic, гра отримала середню оцінку в 92 бали зі 100 можливих.

### Нагороди
У той час як найкращою грою, представленою на конференції Xbox і Bethesda, була визнана Halo Infinite, а сама конференція — найкращою на E3 2021, Horizon 5 перемогла в номінації найочікуванішої гри всього шоу.
| Нагорода       | Дата церемонії      | Категорія              | Результат | Прим.         |
| -------------- | ------------------- | ---------------------- | --------- | ------------- |
| E3 Awards 2021 | 16 червня 2021 року | Найочікуваніша гра шоу | Перемога  | [ 11 ] [ 12 ] |